# Saint-Mathurin-sur-Loire
Saint-Mathurin-sur-Loire – miejscowość i dawna gmina we Francji, w regionie Kraj Loary, w departamencie Maine i Loara. W 2013 roku jej populacja wynosiła 2489 mieszkańców.
W dniu 1 stycznia 2016 roku z połączenia siedmiu ówczesnych gmin – Andard, Bauné, La Bohalle, Brain-sur-l’Authion, Corné, La Daguenière oraz Saint-Mathurin-sur-Loire – utworzono nową gminę Loire-Authion. Siedzibą gminy została miejscowość Saint-Mathurin-sur-Loire.